# Pandaka trimaculata
Pandaka trimaculata es una especie de peces de la familia de los Gobiidae en el orden de los Perciformes.

## Morfología
Los machos pueden llegar a alcanzar los 1,3 cm de longitud total.

## Hábitat
Es un pez de  clima tropical y bentopelágico.

## Distribución geográfica
Se encuentra en el Pacífico Occidental: el Japón, las Filipinas, Indonesia y Nueva Guinea.

## Observaciones
Es inofensivo para los humanos. 